# Claes Hoffsten
Claes Hoffsten, född 13 juli 1976, är en svensk racerförare.

## Racingkarriär

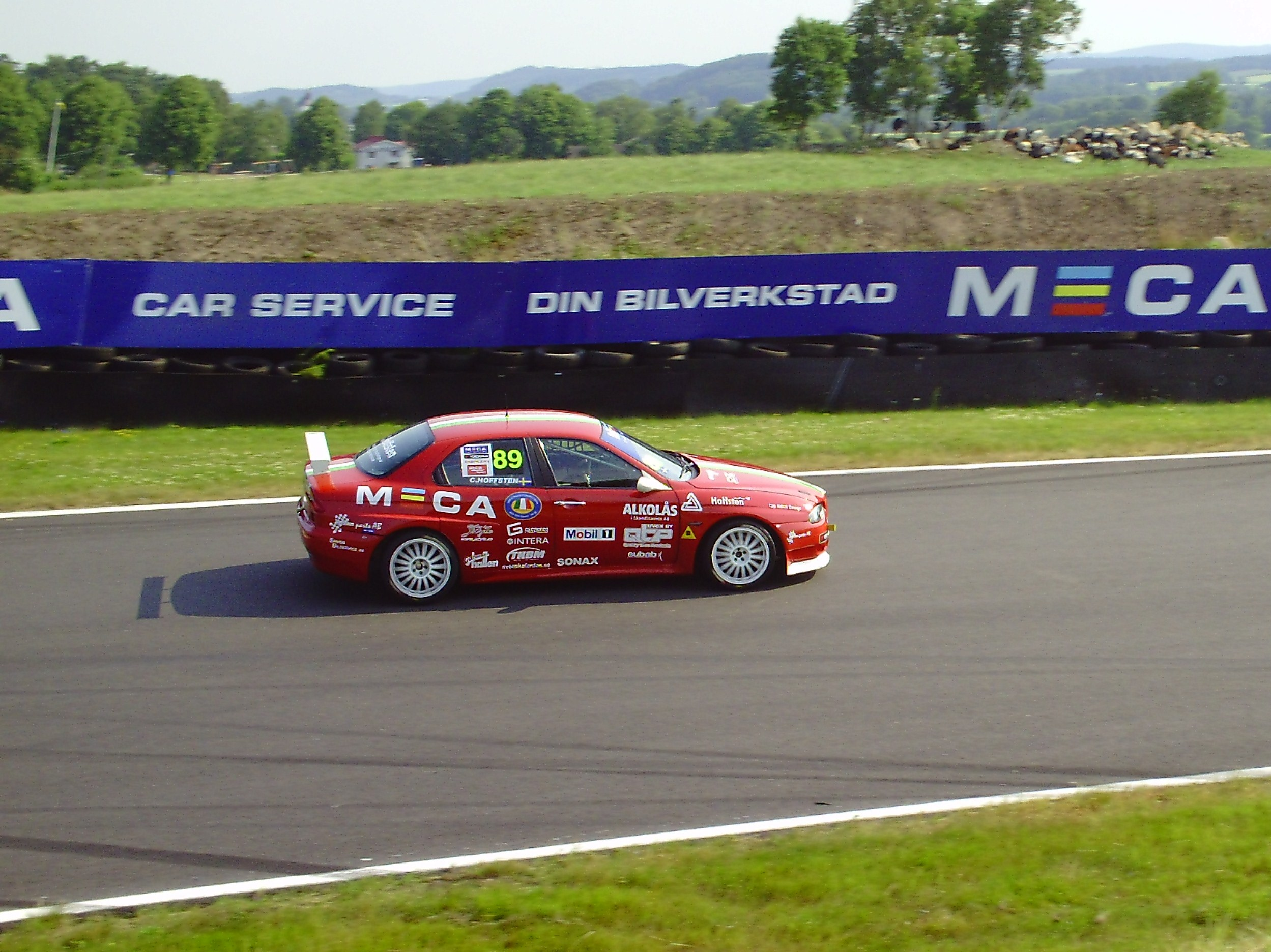
Claes Hoffsten i Swedish Touring Car Championship på Falkenbergs Motorbana 2010.

År 2002 körde Hoffsten i Volvo S40 Challenge och slutade trea totalt. Han bytte sedan till Volvo S60 Challenge 2004 och slutresultatet blev då en fjärdeplats. Säsongen 2005 fortsatte han med enstaka inhopp i samma klass, med en niondeplats totalt.
Till säsongen 2009 tog han sig till Sveriges största mästerskap, Swedish Touring Car Championship, med en Alfa Romeo 156 för MECA Sweden. Han tävlade då i Semcon Cup och blev sexa i där. Säsongen 2010 fortsatte han i samma bil och team, fortfarande i Semcon Cup och slutade som trea.
År 2011 körde Hoffsten i Club Alfa Romeo Challenge och tog där en totalvinst med sin Alfa Romeo 156 GTA. Han avstod från att tävla i STCC under 2011, men hoppade dock in under den sista tävlingshelgen på Mantorp Park.
| År                                               | Klass/Mästerskap                              | Team                        | Bil                | Totalt/poäng | Bästa placering           |
| ------------------------------------------------ | --------------------------------------------- | --------------------------- | ------------------ | ------------ | ------------------------- |
| 2002                                             | Volvo S40 Challenge                           | Zero Hero by Fredrik Racing | Volvo S40          | 3:a/92p      | ?                         |
| 2004                                             | Volvo S60 Challenge                           | Zero Hero by MHF-Ungdom     | Volvo S60          | 5:a/174p     | ?                         |
| 2005                                             | Volvo S60 Challenge                           | Zero Hero                   | Volvo S60          | 9:a/52p      | ?                         |
| 2009                                             | Swedish Touring Car Championship              | MECA Sweden                 | Alfa Romeo 156     | -/0p         | 12:a i Karlskoga (Race 1) |
| 2009                                             | Swedish Touring Car Championship - Semcon Cup | MECA Sweden                 | Alfa Romeo 156     | 6:a/42p      | Två tredjeplatser         |
| 2010                                             | Swedish Touring Car Championship              | MECA Sweden                 | Alfa Romeo 156     | 16:e/2p      | 9:a på Knutstorp (Race 1) |
| 2010                                             | Swedish Touring Car Championship - Semcon Cup | MECA Sweden                 | Alfa Romeo 156     | 3:a/126p     | Tre segrar                |
| 2010                                             | Scandinavian Touring Car Cup                  | MECA Sweden                 | Alfa Romeo 156     | 27:a/0p      | Två artondeplatser        |
| 2011                                             | Club Alfa Romeo Challenge                     | ?                           | Alfa Romeo 156 GTA | 1:a/?p       | ?                         |
| 2011                                             | Scandinavian Touring Car Championship         | ?                           | Alfa Romeo 156     | -/0p         | 21:a på Mantorp (Race 1)  |
| Senast uppdaterad: 2011-12-24 (4765 dagar sedan) |                                               |                             |                    |              |                           |